# Bernhard Heitz
Bp Bernhard Heitz (ur. 1 marca 1942 r. w Rosendahl, Niemcy) – biskup (zwierzchnik) Kościoła Starokatolickiego Austrii w latach 1994–2007. 
Bernhard Heitz w latach 1963–1970 odbywał w Trewirze studia Filozoficzne i Teologiczne. W latach 1972–1980 był nauczycielem na Collegium Josephinum Bonn. W 1969 r. przyjął święcenia kapłańskie w kościele rzymskokatolickim. Od 1981 r. kapłan w Kościele Starokatolickim w Niemczech. 18 grudnia 1994 r. został wybrany biskupem kościoła. 1 stycznia 2008 r. na stanowisku zwierzchnika kościoła Bernharda Heitza zastąpił bp dr Jan Ekemezie Okoro.